# Pierre Magnol
Pierre Magnol (Montpellier, 8 de junho de 1638 - Montpellier, 21 de maio de 1715) foi um botânico francês.

## Biografia
Filho de um boticário, apaixonou-se muito cedo pela história natural e, em especial, pela botânica. Em 1659, Pierre Magnol obteve brilhantemente o seu doutorado em medicina na mais famosa Universidade da época, a de Montpellier. Graças à proteção de Joseph Pitton de Tournefort (1656-1708) e de Guy-Crescent Fagon (1638-1718), tornou-se médico e assistente no Jardim do rei.
Em 1685, com o Édito de Fontainebleau (que revoga o Édito de Nantes), teve de abjurar o protestantismo. Por ser protestante, foi recusado para lecionar. Só em 1694 assumiu o cargo de professor na Faculdade de Medicina de Montpellier, graças a um brevet de professeur royale. Em 1696, tornou-se diretor do jardim botânico da Universidade de Montpellier e, em 1709, substituiu Tournefort na Academia das Ciências da França. Entre os seus alunos encontram-se os irmãos Antoine e Bernard de Jussieu.
Foi em sua homenagem que Carl von Linné (1707-1778) rebatizou uma árvore de flores magníficas, a magnólia.

## Pesquisas e Obras
Deve-se a ele o notável estudo da flora dos arredores de Montpellier, dos Alpes e dos Pirenéus. É o autor de Botacinum Monspeliense sive plantarum circa Monspelium nascentium index (Lyon, 1676), Prodromus historiæ generalis plantarum, in quo familiæ per tabulas disponuntur (Montpellier, 1689), Hortus regius Monspeliensis, sive catalogus plantarum, quæ in horto regio Monspeliensi demonstrantur (Montpellier, 1697) e Novus character plantarum ( publicado postumamente pelo seu filho , Antoine Magnol (1676-1759), em Montpellier, 1720). Nas suas diferentes obras, Magnol descreve mais 2.000 espécies, algumas pela primeira vez.
Pelas suas obras, onde descreveu mais de 2.000 espécies, é considerado como o botânico mais notável do seu tempo. Para certos historiadores, foi Magnol que introduziu na botânica o sistema moderno de classificação das plantas por família. Na sua obra  Prodromus  delimitou famílias de plantas que possuem uma relação de parentesco entre elas. Ele classificou as plantas em 75 quadros facilmente reconhecíveis pelo emprego de um ou dois adjetivos, o que tornou a sua utilização muito fácil. Ainda que algumas das suas aproximações (as liliaceae com as orchidaceae, por exemplo) não foram corretas, foi notável na lisura das suas análises.